# Eucalyptus melliodora
Espèce
Classification phylogénétique
Répartition géographique
Eucalyptus melliodora, le gommier jaune ou eucalyptus à miel, est une espèce de plantes à fleurs du genre Eucalyptus et de la famille des Myrtaceae. C'est un arbre originaire du sud-est de l'Australie.
Il doit son nom à la qualité du miel produit à partir de ses fleurs.

## Répartition
On trouve l'espèce de l'ouest du Victoria, en Nouvelle-Galles du Sud, dans le Territoire de la capitale australienne jusqu'au centre-sud du Queensland.